# 本特·弗兰松
本特·弗兰松（丹麥語：Bent Fransson，1951年3月21日—），丹麦男子赛艇运动员。他曾代表丹麦参加世界赛艇锦标赛，获得一枚金牌、一枚银牌和三枚铜牌，均来自轻量级项目。